# Gamma1 Andromedae

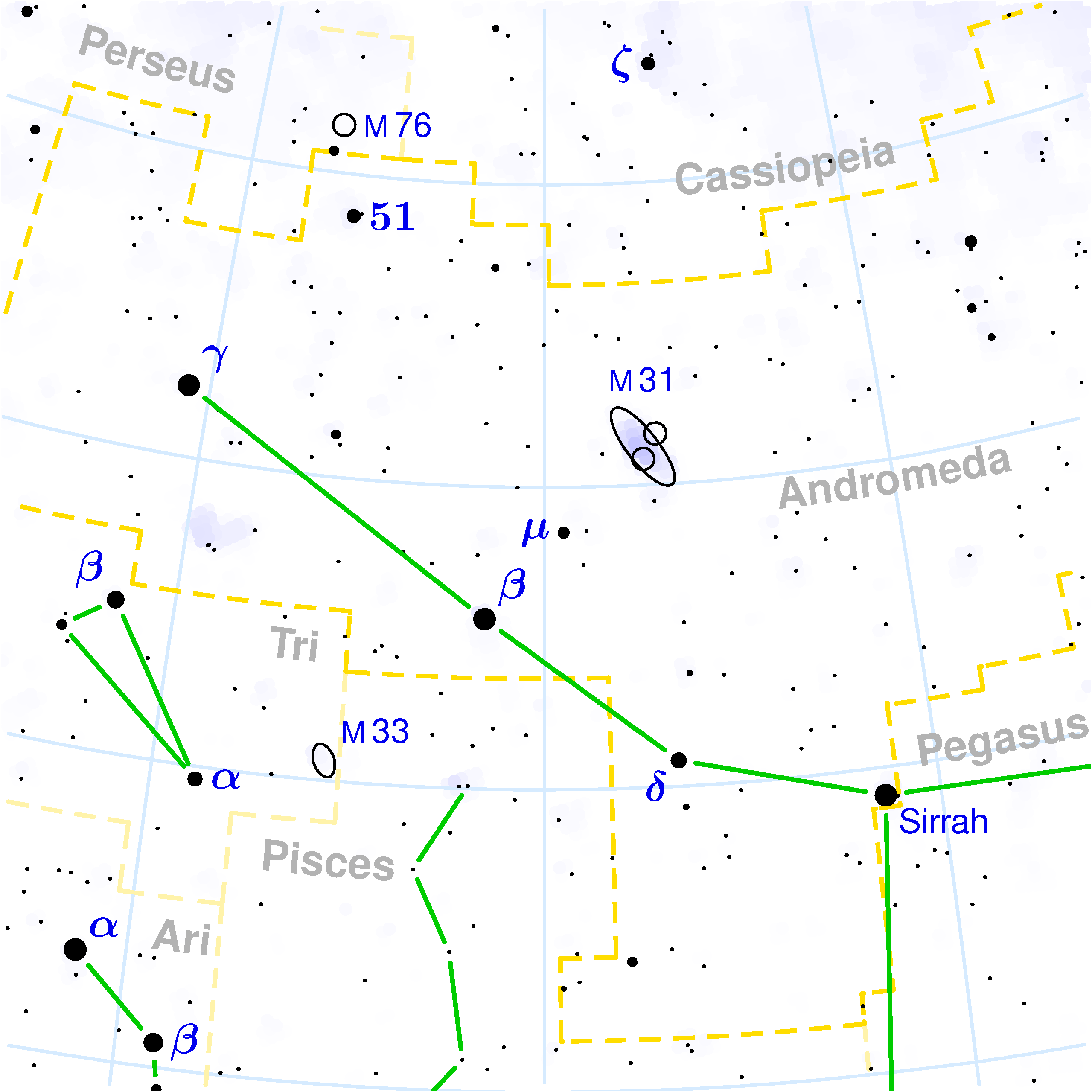
Constelação de Andromeda

Gamma Andromeda ou Almak  é um sistema triplo de estrelas que está localizado na Constelação de Andrômeda.
Inicialmente este conjunto de estrelas pode ser identificado, quando visto com telescópios pequenos, como um sistema duplo facilmente separável por causa do contraste das cores das estrelas que o compõem, uma azul e a outra amarela, sendo que a estrela mais brilhante deste par é uma estrela de magnitude 2.2 e a outra uma estrela de magnitude 5.0. Porém, quando vistas com um telescópio mais sofisticado, nota-se que a estrela de magnitude 5.0 também faz um par binário com uma estrela de magnitude 6.6.